# Mispila picta
Mispila picta là một loài bọ cánh cứng trong họ Cerambycidae.